# Riu Gilgit
El riu Gilgit (en urdú: دریائے گلگت), a vegades anomenat riu Ghizer és un riu que discorre per Gilgit-Baltistan, al Pakistan. És un afluent de l'Indus. Té una longitud de 240 km i una conca hidrogràfica de 26.000 km². Neix al llac Shandur, a més de 3.700 msnm i flueix en direcció est durant tot el seu curs, fins a unir-se a l'Indus per la dreta al nord de Bunji.